# Casertana Football Club 2024-2025
Questa voce raccoglie le informazioni riguardanti la Casertana Football Club nelle competizioni ufficiali della stagione 2024-2025.

## Divise e sponsor
Il fornitore tecnico per la stagione 2024-2025 per la terza stagione di fila è Adidas. La prima maglia, presentata il 5 agosto sui social è a righe rossoblù classiche, con i dettagli in bianco. La seconda maglia si presenta bianca con righe sottili in rosso sulla parte centrale. Maniche e dettagli in blu.
Sulle maglie da gara sono diversi gli sponsor commerciali presenti: sul fronte compaiono Global Service, La Reggia Outlet e Powergas. Sul retro Il Monfortino e Farmacia Ferreri. Sulla manica Leo Green e sul pantaloncino viene annunciato Dg recycling.
| Casa | Trasferta | 1ª portiere | 2ª portiere |

## Organigramma societario
Area direttiva
- Presidente: Giuseppe D'Agostino
- Amministratore unico: Lidia Lonardo
- Direttore Rapporti Istituzionali: Ciro Russo
- Segretario Generale: Gaetano Sellitti

Area tecnica
- Direttore sportivo: Trevor Trevisan
- Allenatore: Manuel Iori
- Allenatore in seconda: Jacopo Falanga
- Preparatore atletico: Denis Francescutti
- Preparatore dei portieri: Andrea Campagnolo
- Team manager: Pietro Valori

Area comunicazione
- Responsabile Marketing: Massimo Vecchione
- Responsabile Comunicazione: Giuseppe Frondella

Area sanitaria
- Responsabile: Dott.Agnano Camillo
- Medico sociale: Dott.Vincenzo Mastroianni
- Medico sociale: Dott.Raffaele D'Anna
- Fisioterapista: Antonio Pezzullo
- Fisioterapista: Francesco Oliva

## Rosa
Di seguito la rosa (numerazione aggiornate al 1º Gennaio 2025).
| N. |                      | Ruolo | Calciatore                 |
| -- | -------------------- | ----- | -------------------------- |
| 1  | Italia (bandiera)    | P     | Alessandro Zanellati       |
| 3  | Italia (bandiera)    | D     | Alessandro Fabbri          |
| 4  | Croazia (bandiera)   | D     | Ivan Kontek                |
| 6  | Italia (bandiera)    | D     | Jonas Heinz                |
| 7  | Italia (bandiera)    | A     | Mirko Carretta             |
| 8  | Italia (bandiera)    | C     | Filippo Damian             |
| 9  | Italia (bandiera)    | A     | Antonio Satriano           |
| 10 | Finlandia (bandiera) | A     | Henri Salomaa              |
| 11 | Italia (bandiera)    | A     | Camillo Tavernelli         |
| 12 | Estonia (bandiera)   | P     | Daniil Pareiko             |
| 13 | Italia (bandiera)    | D     | Loris Bacchetti (capitano) |
| 16 | Italia (bandiera)    | C     | Mattia Matese              |
| 17 | Italia (bandiera)    | A     | Umberto Galletta           |
| 18 | Italia (bandiera)    | C     | Francesco Deli             |
| 19 | Italia (bandiera)    | C     | Riccardo Collodel          |

| N. |                    | Ruolo | Calciatore         |
| -- | ------------------ | ----- | ------------------ |
| 21 | Italia (bandiera)  | A     | Francesco Iuliano  |
| 22 | Italia (bandiera)  | P     | Alessandro Vilardi |
| 26 | Italia (bandiera)  | D     | Luca Calapai       |
| 27 | Italia (bandiera)  | C     | Federico Proia     |
| 30 | Italia (bandiera)  | C     | Sebastiano Bianchi |
| 32 | Italia (bandiera)  | D     | Stefano Paglino    |
| 34 | Italia (bandiera)  | D     | Simone Rocca       |
| 37 | Italia (bandiera)  | D     | Matteo Falasca     |
| 44 | Italia (bandiera)  | D     | Riccardo Gatti     |
| 70 | Belgio (bandiera)  | C     | Sasha Mancini      |
| 77 | Italia (bandiera)  | A     | Ciro Capasso       |
| 90 | Spagna (bandiera)  | A     | Raúl Asencio       |
| 93 | Francia (bandiera) | A     | Axel Bakayoko      |
|    | Italia (bandiera)  | D     | Marco Soprano      |
|    | Italia (bandiera)  | A     | Adriano Montalto   |

## Calciomercato

### Sessione estiva(dal 1/7 al 1/9)
| Acquisti | Acquisti             | Acquisti                  | Acquisti              |
| R.       | Nome                 | da                        | Modalità              |
| -------- | -------------------- | ------------------------- | --------------------- |
| P        | Daniil Pareiko       | SPAL Primavera            | definitivo            |
| P        | Alessandro Vilardi   | Flaminia CivitaCastellana | definitivo (gratuito) |
| P        | Carmine Viola        | Real Casalnuovo           | fine prestito         |
| P        | Alessandro Zanellati | Padova                    | definitivo (gratuito) |
| D        | Matteo Falasca       | Sassuolo Primavera        | definitivo            |
| D        | Riccardo Gatti       | AlbinoLeffe               | definitivo            |
| D        | Jonas Heinz          | Südtirol                  | definitivo            |
| D        | Giuseppe Ianniello   | Paganese                  | fine prestito         |
| D        | Ivan Kontek          | Catania                   | definitivo            |
| C        | Sebastiano Bianchi   | Arezzo                    | prestito              |
| C        | Riccardo Collodel    | SPAL                      | definitivo            |
| C        | Mario Del Prete      | Molfetta                  | fine prestito         |
| C        | Sasha Mancini        | Ravenna                   | definitivo            |
| C        | Federico Proia       | Vicenza                   | definitivo            |
| A        | Raúl Asencio         | Potenza                   | definitivo (gratuito) |
| A        | Axel Bakayoko        | Tabor Sežana              | definitivo (gratuito) |
| A        | Ciro Capasso         | Fiorentina Primavera      | definitivo            |
| A        | Francesco Iuliano    | Audax Cervinara           | definitivo (gratuito) |
| A        | Umberto Galletta     | Casertana Giovanili       | definitivo            |
| A        | Henri Salomaa        | Lecce                     | prestito              |
| A        | Antonio Satriano     | Heracles Almelo           | prestito              |

| Cessioni | Cessioni           | Cessioni                  | Cessioni              |
| R.       | Nome               | a                         | Modalità              |
| -------- | ------------------ | ------------------------- | --------------------- |
| P        | Davide Marfella    |                           | svincolato            |
| P        | Enrico Trematerra  |                           | svincolato            |
| P        | Giacomo Venturi    | Gubbio                    | definitivo (gratuito) |
| P        | Carmine Viola      | Molfetta                  | definitivo (gratuito) |
| D        | Armando Anastasio  | Monza                     | fine prestito         |
| D        | Ramzi Aya          | Avellino                  | fine prestito         |
| D        | Luca Calapai       | SPAL                      | definitivo            |
| D        | Daniele Celiento   | Bari                      | fine prestito         |
| D        | Giuseppe Ianniello | Paganese                  | definitivo (gratuito) |
| D        | Manuel Nicoletti   | Crotone                   | fine prestito         |
| D        | Giacomo Sciacca    | Potenza                   | definitivo (gratuito) |
| D        | Marco Soprano      | Mestre                    | definitivo (gratuito) |
| C        | Giacomo Casoli     | Flaminia CivitaCastellana | definitivo            |
| C        | Mario Del Prete    |                           | svincolato            |
| C        | Mattia Proietti    | Gubbio                    | definitivo (gratuito) |
| C        | Marco Toscano      | Avellino                  | svincolato            |
| A        | Alessio Curcio     | Catanzaro                 | fine prestito         |
| A        | Gianluca Menna     | Avezzano                  | definitivo (gratuito) |
| A        | Adriano Montalto   | Catania                   | definitivo (gratuito) |
| A        | Pietro Rovaglia    | Ternana                   | fine prestito         |
| A        | Leonardo Taurino   | Virtus Francavilla        | definitivo (gratuito) |
| A        | Camillo Tavernelli | Arezzo                    | definitivo            |
| A        | Gianluca Turchetta | Mestre                    | definitivo (gratuito) |

## Risultati

### Serie C

#### Girone di andata
| Arbitro: | Andreano (Prato) |

|                     |           |             |
| Di Livio 50’ (rig.) | Marcatori | 90+8’ Gatti |

| Arbitro: | Di Reda (Molfetta) |

|                                 |           |                                           |
| Paglino 16’ Galletta 19’ (rig.) | Marcatori | 21’ Da Graca 43’ Anghelè 89’ Papadopoulos |

| Picerno 7 settembre 2024, ore 18:30 CEST 3ª giornata | AZ Picerno           | 0 – 0 referto | Casertana | Stadio Donato Curcio (979 spett.)\| Arbitro: \| Pezzopane (L'Aquila) \| |
| Arbitro:                                             | Pezzopane (L'Aquila) |               |           |                                                                         |

| Caserta 14 settembre 2024, ore 20:45 CEST 4ª giornata | Casertana         | 0 – 0 referto | Turris | Stadio Alberto Pinto (1500 spett.)\| Arbitro: \| Iacobellis (Pisa) \| |
| Arbitro:                                              | Iacobellis (Pisa) |               |        |                                                                       |

| Arbitro: | Baratta (Rossano) |

|                           |           |                         |
| Petrungaro 1’ Luciani 17’ | Marcatori | 66’ Carretta 77’ Damian |

| Arbitro: | Ursini (Pescara) |

|                                 |           |  |
| Asencio 62’ Carretta 78’ (rig.) | Marcatori |  |

| Cerignola 29 settembre 2024, ore 18:30 CEST 7ª giornata | Audace Cerignola   | 0 – 0 referto | Casertana | Stadio Domenico Monterisi (1700 spett.)\| Arbitro: \| Calzavara (Varese) \| |
| Arbitro:                                                | Calzavara (Varese) |               |           |                                                                             |

| Arbitro: | Turrini (Firenze) |

|             |           |                                            |
| Mancini 18’ | Marcatori | 27’ Guglielmotti 78’ Jiménez 90+3’ Inglese |

| Arbitro: | Vogliacco (Bari) |

|                                                       |           |  |
| Patierno 5’, 83’ Sounas 22’, 49’ Mancini 45+2’ (aut.) | Marcatori |  |

| Arbitro: | Lovison (Padova) |

|             |           |  |
| Bianchi 77’ | Marcatori |  |

| Arbitro: | Zanotti (Rimini) |

|             |           |  |
| Viviani 76’ | Marcatori |  |

| Arbitro: | Ubaldi (Roma 1) |

|         |           |              |
| Deli 9’ | Marcatori | 17’ Leonetti |

| Arbitro: | Gavini (Aprilia) |

|                       |           |           |
| Polidori 45+1’ (rig.) | Marcatori | 86’ Proia |

| Caserta 9 novembre 2024, ore 15:00 CET 14ª giornata | Casertana        | 0 – 0 referto | Monopoli | Stadio Alberto Pinto (1000 spett.)\| Arbitro: \| Andreano (Prato) \| |
| Arbitro:                                            | Andreano (Prato) |               |          |                                                                      |

| Foggia 15 novembre 2024, ore 20:30 CET 15ª giornata | Foggia           | 0 – 0 referto | Casertana | Stadio Pino Zaccheria (5248 spett.)\| Arbitro: \| Restaldo (Ivrea) \| |
| Arbitro:                                            | Restaldo (Ivrea) |               |           |                                                                       |

| Arbitro: | Di Cicco (Lanciano) |

|            |           |                  |
| Damian 22’ | Marcatori | 90+2’ D'Agostino |

| Caserta 1º dicembre 2024, ore 15:00 CET 17ª giornata | Casertana                | 0 – 0 referto | Potenza | Stadio Alberto Pinto (1000 spett.)\| Arbitro: \| Dini (Città di Castello) \| |
| Arbitro:                                             | Dini (Città di Castello) |               |         |                                                                              |

| Arbitro: | Drigo (Portogruaro) |

|                     |           |                                   |
| Tumminello 42’, 45’ | Marcatori | 4’ Carretta 36’ Proia 47’ Bianchi |

| Arbitro: | Vergaro (Bari) |

|  |           |             |
|  | Marcatori | 68’ Lescano |

#### Girone di ritorno
| Arbitro: | Gemelli (Messina) |

|  |           |                       |
|  | Marcatori | 58’ Vona 88’ Riccardi |

| Arbitro: | Bozzetto (Bergamo) |

|               |           |  |
| Guerra S. 80’ | Marcatori |  |

| Arbitro: | Iacobellis (Pisa) |

|  |           |               |
|  | Marcatori | 35’ Guerra W. |

| Torre del Greco 20 gennaio 2025, ore 20:30 CET 23ª giornata      | Turris    | 1 – 2 referto | Casertana | Stadio Amerigo Liguori |
| \| \| \| \| \| Kontek 47’ (aut.) \| Marcatori \| 51’ 60’ Vano \| |           |               |           |                        |
|                                                                  |           |               |           |                        |
| Kontek 47’ (aut.)                                                | Marcatori | 51’ 60’ Vano  |           |                        |

| Caserta 25 gennaio 2025, ore 17:30 CET 24ª giornata         | Casertana | 1 – 1 referto | Messina | Stadio Alberto Pinto |
| \| \| \| \| \| Egharebva 63’ \| Marcatori \| 26’ De Sena \| |           |               |         |                      |
|                                                             |           |               |         |                      |
| Egharebva 63’                                               | Marcatori | 26’ De Sena   |         |                      |

| Taranto 2 febbraio 2025, ore 17:30 CET 25ª giornata | Taranto | – Annullata | Casertana | Stadio Erasmo Iacovone |

| Taranto 10 febbraio 2025, ore 20:30 CET 26ª giornata | Casertana | 0 – 1 referto | Audace Cerignola | Stadio Erasmo Iacovone |
| \| \| \| \| \| \| Marcatori \| 78’ Achik \|          |           |               |                  |                        |
|                                                      |           |               |                  |                        |
|                                                      | Marcatori | 78’ Achik     |                  |                        |

| Catania 16 febbraio 2025, ore 17:30 CET 27ª giornata                     | Catania   | 1 – 1 referto       | Casertana | Stadio Angelo Massimino |
| \| \| \| \| \| Inglese 33’ (rig.) \| Marcatori \| 50’ (rig.) Carretta \| |           |                     |           |                         |
|                                                                          |           |                     |           |                         |
| Inglese 33’ (rig.)                                                       | Marcatori | 50’ (rig.) Carretta |           |                         |

| Caserta 22 febbraio 2025, ore 17:30 CET 28ª giornata              | Casertana | 1 – 2 referto          | Avellino | Stadio Alberto Pinto |
| \| \| \| \| \| Vano 38’ \| Marcatori \| 43’ Cagnano 48’ Enrici \| |           |                        |          |                      |
|                                                                   |           |                        |          |                      |
| Vano 38’                                                          | Marcatori | 43’ Cagnano 48’ Enrici |          |                      |

| Cava de' Tirreni 3 marzo 2025, ore 20:30 CET 29ª giornata | Cavese    | 1 – 0 referto | Casertana | Stadio Simonetta Lamberti |
| \| \| \| \| \| Vitale 21’ \| Marcatori \| \|              |           |               |           |                           |
|                                                           |           |               |           |                           |
| Vitale 21’                                                | Marcatori |               |           |                           |

| Caserta 9 marzo 2025, ore 18:30 CET 30ª giornata              | Casertana | 1 – 1 referto | Benevento | Stadio Alberto Pinto |
| \| \| \| \| \| Vano 18’ (rig.) \| Marcatori \| 29’ Manconi \| |           |               |           |                      |
|                                                               |           |               |           |                      |
| Vano 18’ (rig.)                                               | Marcatori | 29’ Manconi   |           |                      |

| Altamura 12 marzo 2025, ore 18:30 CET 31ª giornata      | Team Altamura | 2 – 0 referto | Casertana | Stadio Antonio D'Angelo |
| \| \| \| \| \| Ortisi 17’ Franco 40’ \| Marcatori \| \| |               |               |           |                         |
|                                                         |               |               |           |                         |
| Ortisi 17’ Franco 40’                                   | Marcatori     |               |           |                         |

| Arbitro: | Giuseppe Rispoli |

|                                     |           |  |
| Kallon 46’ Proia 63’, 79’ Gatti 89’ | Marcatori |  |

| Arbitro: | Marco Di Loreto |

|                  |           |  |
| Pellegrini 90+1’ | Marcatori |  |

| Arbitro: | Dario Madonia |

|                                             |           |  |
| Egharevba 18’ Proia 44’ Vano 52’ Bunino 67’ | Marcatori |  |

| Giugliano in Campania 6 aprile 2025, ore TBD CEST 35ª giornata | Giugliano | 1 – 1 | Casertana | Stadio Alberto De Cristofaro |

| Potenza 13 aprile 2025, ore TBD CEST 36ª giornata | Potenza | 2 – 1 | Casertana | Stadio Alfredo Viviani |

| Caserta 20 aprile 2025, ore TBD CEST 37ª giornata | Casertana | 2 – 0 | Crotone | Stadio Alberto Pinto |

| Erice 27 aprile 2025, ore TBD CEST 38ª giornata | Trapani | 0 – 1 | Casertana | Stadio Provinciale |

### Coppa Italia Serie C

#### Turni eliminatori
| Arbitro: | Maccarini (Arezzo) |

|             |           |                        |
| Capuano 60’ | Marcatori | 57’ Proia 120’ Iuliano |

| Arbitro: | Di Cicco (Lanciano) |

|                      |                      |                                |
| Galletta 69’         | Marcatori            | 37’ Padula                     |
| Damian Gatti Falasca | Tiri di rigore 2 – 5 | Valdesi Celeghin Romano Acella |

## Statistiche

### Statistiche di squadra
Statistiche aggiornate al 27 aprile 2024
| Competizione         | Punti | In casa | In casa | In casa | In casa | In casa | In casa | In trasferta | In trasferta | In trasferta | In trasferta | In trasferta | In trasferta | Totale | Totale | Totale | Totale | Totale | Totale | D.R. |
| Competizione         | Punti | G       | V       | N       | P       | Gf      | Gs      | G            | V            | N            | P            | Gf           | Gs           | G      | V      | N      | P      | Gf     | Gs     | D.R. |
| -------------------- | ----- | ------- | ------- | ------- | ------- | ------- | ------- | ------------ | ------------ | ------------ | ------------ | ------------ | ------------ | ------ | ------ | ------ | ------ | ------ | ------ | ---- |
| Serie C              | 28    | 14      | 2       | 6       | 6       | 9       | 14      | 13           | 3            | 7            | 3            | 16           | 15           | 27     | 5      | 13     | 9      | 25     | 29     | -4   |
| Coppa Italia Serie C | -     | 1       | 0       | 0       | 1       | 2       | 5       | 1            | 1            | 0            | 0            | 2            | 1            | 2      | 1      | 0      | 1      | 4      | 6      | -2   |
| Totale               | 28    | 15      | 2       | 6       | 7       | 11      | 19      | 14           | 4            | 7            | 3            | 18           | 17           | 29     | 6      | 13     | 10     | 29     | 35     | -6   |

### Andamento in campionato
| Giornata  | 1 | 2 | 3  | 4  | 5  | 6  | 7  | 8  | 9  | 10 | 11 | 12 | 13 | 14 | 15 | 16 | 17 | 18 | 19 | 20 | 21 | 22 | 23 | 24 | 25 | 26 | 27 | 28 | 29 | 30 | 31 | 32 | 33 | 34 | 35 | 36 | 37 | 38 |
| --------- | - | - | -- | -- | -- | -- | -- | -- | -- | -- | -- | -- | -- | -- | -- | -- | -- | -- | -- | -- | -- | -- | -- | -- | -- | -- | -- | -- | -- | -- | -- | -- | -- | -- | -- | -- | -- | -- |
| Luogo     | T | C | T  | C  | T  | C  | T  | C  | T  | C  | T  | C  | T  | C  | T  | C  | C  | T  | C  | C  | T  | C  | T  | C  | T  | C  | T  | C  | T  | C  | T  | C  | T  | C  | T  | T  | C  | T  |
| Risultato | N | P | N  | N  | N  | V  | N  | P  | P  | V  | P  | N  | N  | N  | N  | N  | N  | V  | P  | P  | P  | P  | V  | N  | P  | P  | N  | P  | P  |    |    |    |    |    |    |    |    |    |
| Posizione | 9 | 8 | 14 | 15 | 15 | 16 | 10 | 11 | 12 | 14 | 11 | 13 | 14 | 14 | 14 | 14 | 15 | 15 | 15 | 15 | 16 | 17 | 17 | 17 | 17 | 17 | 17 | 17 | 17 |    |    |    |    |    |    |    |    |    |

Fonte:  Serie C - Girone C – Classifica giornata, su transfermarkt.it.
Legenda:

Luogo: C = Casa; T = Trasferta. Risultato: V = Vittoria; N = Pareggio; P = Sconfitta.

## Giovanili

### Organigramma
- Responsabile Settore Giovanile: Valter Giobbio

Primavera
- Allenatore: Sossio Finestra

#### Giovanili
Under 17
- Allenatore: Cristian Pietrantonio

Under 16
- Allenatore: Antonio Caiazzo

Under 15
- Allenatore: Dario Canelli

Under 14
- Allenatore: Simone Battistelli

### Piazzamenti

#### Primavera
- Campionato:

#### Under-17
- Campionato:

#### Under-16
Campionato:

#### Under-15
- Campionato:

#### Under 14 Elìte Regionali
- Campionato: